# Ahm
 For alternative betydninger, se Ahm (flertydig). (Se også artikler, som begynder med Ahm)
Ahm er et dansk slægtsnavn, der kan føres tilbage til gården Søndertofte i Kappel Sogn på Lolland, hvor slægten første gang er nævnt i 1600-tallet. Slægten blev tidligt delt i to grene. En gren, der forblev i Kappel, og en gren der tog udgangspunkt i Randers. Gården Søndertofte blev nedrevet sidst i 90'erne. GPS koordinaterne var 54.773879,11.010007. I 2012 kan man stadig se beplantningen på stedet.
| Slægtsnavne | Spire Denne artikel om et slægtsnavn er en spire som bør udbygges. Du er velkommen til at hjælpe Wikipedia ved at udvide den. |